# ひとりぼっち惑星
『ひとりぼっち惑星』は、ところにょりが開発したスマートフォン向け放置ゲーム。2016年6月17日にAndroid、6月20日にiOSでリリースされた。同じくところにょりが手掛けたスマートフォン向けゲーム『ひとほろぼし』および『ひとたがやし』と世界観を共有している。
自動で戦い続ける「ジンコウチノウ」の残骸から部品を回収して「あんてな」を増設し、「こえ」と呼ばれるメッセージを集めることが本作の目的。ユーザー間でメッセージを送りあうことができる「メッセージ送受信機能」が搭載されており、この機能がTwitterを中心に話題となりヒット作となった。

## ゲームシステム
人間が存在しなくなった惑星にいるひとりぼっちの「いきもの」が、戦争を続ける機械である「ジンコウチノウ」たちの残骸を部品として回収し、惑星に設置されている「あんてな」をその部品を使い大きくしていき、宇宙から流れてくる6つの「こえ」を集めることがゲームの目的である。
集めた部品を以下の3通りの方法で消費し、ゲームを進行させていく。
「あんてな」の拡張・「こえ」の送受信
「あんてな」を拡張し、「じゅしん」ゲージをためることで「こえ」と呼ばれるメッセージを受信することができ、それによってバックストーリーを知ることができる。逆にメッセージを送信することも可能であり、ゲーム内に用意された全ての「こえ」を集め終わると、他のプレイヤーから送信された「こえ」を受信できるようになる。誰のメッセージを受信するかはランダムであり、返信できないため「ボトルメール」のように機能する。
「ジンコウチノウ」の種類増加
「ジンコウチノウ」の種類を増やすことで、部品の回収効率を高めることができる。
「でんぱ」持続時間を伸ばす
10分おきに使用できる「でんぱ」の効果時間を伸ばす。「でんぱ」を使用すると「ジンコウチノウ」が凶暴化し、同時に巨大な「ジンコウチノウ」を呼び寄せ、短時間で多くの部品を回収できる。
課金システムとして、ゲーム内に表示される広告を消すことができたり、部品を直接購入することなどが可能である。

## 開発
「メッセージを一方向的に送受信できるようなゲーム」というアイディアと、前作『ひとたがやし』の世界観とを結びつけるという着想から開発された。開発、運営、顧客対応は全てところにょり個人が行い、データ通信には富士通クラウドテクノロジーズの「ニフティクラウド mobile backend」が採用されている。
メッセージのランダム送受信機能は、SNSが氾濫する時代に一石を投じようという思いと、終わりのないゲームにしたいという考えから開発された。メッセージをやり取りするアプリであるにもかかわらず、受信したメッセージに返信できないようにしたのは「それが最もシンプルで気兼ねないコミュニケーション」という開発者の思想に基づいている。
本作のSFかつ短いストーリーについては星新一の影響を受けていると開発者は語っている。

## 評価・分析
配信後の2016年6月下旬には、多数のユーザーがゲーム内で受信した「こえ」のスクリーンショットを「#ひとりぼっち惑星」というハッシュタグをつけてTwitterに投稿したことで話題となり、サーバーがユーザー数の増加による負荷に耐え切れず6月26日の夕方から1日半に渡りメッセージ送受信機能などの機能を停止する措置が取られた。2016年6月27日にはApp Storeの無料ゲームランキングで総合1位を獲得した。
2016年12月1日にGoogleが発表したGoogle Play「ベストオブ 2016」日本版ではベストインディーゲーム部門にノミネートされた。
ヒットの要因について、どのようなメッセージが届くかわからないドキドキ感やワクワク感と、受信したメッセージに作りこまれたものが多く、多岐にわたることに加え、作品世界中で「ひとりぼっち」のプレイヤーにそのメッセージが届くことが「誰かに共有したい」という想いを掻き立てたことが挙げられている。2017年1月31日にTBSで放送された「マツコの知らない世界」では一人暮らしのお助けアプリや独り身の孤独を癒してくれるアプリ「おひとりさまアプリ」の1つとして本作が紹介された。メッセージに関する点以外にも、シンプルで美しいグラフィックや寂しげなBGM、そして独特の儚い世界観が評価されている。

## サウンドトラック
本作中で使用されるBGMが収録された「ひとりぼっち惑星　さうんどとらっく」が2016年10月19日に発売された。元はフリーBGM素材サイトの曲だが、本CDではピアノの生演奏で新規収録されている。本作の開発者による過去作『ひとほろぼし』と『ひとたがやし』の楽曲も収録されている。
ZIZZ STUDIOの江幡育子は4Gamer.netの「ゲーム音楽コンポーザーが選ぶ2016年この1枚」という企画記事において本サウンドトラックを挙げており、本作のBGMについて「ゲームの世界観にマッチしていて良い」と述べ、サウンドトラックでのアレンジについて「抑揚がついて、音楽的にパワーアップ」しており、ゲームの荒涼とした雰囲気は薄れたが効果音などがない分良いと評している。
| #   | タイトル                       | 作詞 | 作曲             | 作品             |
| --- | ------------------------------ | ---- | ---------------- | ---------------- |
| 1.  | 「草原の雨」                   |      | 甘茶             | ひとりぼっち惑星 |
| 2.  | 「草原の月」                   |      | 甘茶             | ひとりぼっち惑星 |
| 3.  | 「ノスタルジア」               |      | 甘茶             | ひとりぼっち惑星 |
| 4.  | 「星の涙（ピアノ07）」         |      | 森田交一         | ひとほろぼし     |
| 5.  | 「宵闇月の鼓動（ピアノ13）」   |      | 森田交一         | ひとほろぼし     |
| 6.  | 「呪われたピアノ」             |      | 甘茶             | ひとたがやし     |
| 7.  | 「赤毛のアン～かがやく泉～」   |      | 甘茶             | ひとたがやし     |
| 8.  | 「落葉」                       |      | 甘茶             | ひとたがやし     |
| 9.  | 「ないしょのお話」             |      | 甘茶             | ひとたがやし     |
| 10. | 「ノスタルジア～いつかの空～」 |      | 日向みのり、甘茶 |                  |